# 메가라의 텔레스
메가라의 텔레스(그리스어, Τέλης, c. BC 235) 키니코스 학파의 철학자이며 교사였다. 그는 스토바우스(Stobaeus)에 의해 보존된 7개의 작품들인 다양한 대화를 썼다.